# Рассказов, Игорь Юрьевич
Игорь Юрьевич Рассказов (род. 1 июля 1963 года, Хабаровск, РСФСР, СССР) — российский геолог, специалист в области геомеханики и горной геофизики, член-корреспондент РАН (2019).

## Биография
Родился 1 июля 1963 года в Хабаровске.
В 1986 году окончил МГРИ.
В 1992 году защитил кандидатскую диссертацию по теме: Разработка метода прогнозирования полей напряжений и мер безопасности при освоении сложноструктурных удароопасных месторождений.
Доктор технических наук, в 2006 году защитил диссертацию по теме: Развитие методов геоакустического контроля удароопасного состояния массива горных пород при разработке рудных месторождений Дальнего Востока
С 1987 года работал в Институте горного дела ДВО РАН, пройдя путь от инженера до заведующего лабораторией проблем разработки рудных месторождений и заместителя директора по научной работе. В 2007 году был избран на должность директора этого института, в 2012 году переизбран.
В 2019 году подразделения Хабаровского научного центра, в том числе и Институт горного дела, были объединены в Хабаровский федеральный исследовательский центр Дальневосточного отделения РАН, И. Ф. Рассказов был назначен директором этого центра.
До 2021 года — профессор Тихоокеанского государственного университета.
Внёс значительный вклад в развитие научных основ и разработку методов и технических средств прогноза и предупреждения опасных геодинамических явлений при подземном освоении недр.
Входит в редколлегию журналов: Физико-технические проблемы разработки полезных ископаемых, Тихоокеанская геология, Горный журнал.

## Членство в организациях
- Член-корреспондент РАН (c 15 ноября 2019) — Отделение наук о Земле, Дальневосточное отделение РАН по специальности (горные науки)[4]
- Член Научного совета РАН по проблемам горных наук

## Публикации
Автор более 150 научных статей, 5 монографий, 25 изобретений и патентов.